# Bishopton
Bishopton (Baile an Easbaig in lingua gaelica scozzese) è una località della Scozia, situata nell'area di consiglio di Renfrewshire.